# Paull
Paull är en ort och civil parish i Storbritannien.   Den ligger i kommunen East Riding of Yorkshire och riksdelen England, i den sydöstra delen av landet, 250 km norr om huvudstaden London. Paull ligger 2 meter över havet och antalet invånare är 723.
Terrängen runt Paull är mycket platt. Havet är nära Paull åt sydväst.  Närmaste större samhälle är Kingston upon Hull, 7,2 km väster om Paull. 